# Ямпольский, Стефан Михайлович
Стефан Михайлович Ямпольский (21 декабря 1906, Изюм — 9 января 1998, Киев) — украинский советский экономист. Действительный член АН УССР (1967), директор Харьковского инженерно-экономического института, директор Львовского политехнического института, ректор Одесского политехнического института.

## Биография
Ямпольский родился 21 декабря 1906 года в городе Изюме Харьковской губернии.
В 1932 году окончил Харьковский инженерно-экономический институт. В течение 1931—1941 гг. работал ассистентом, начальником учебной части, деканом общетехнического факультета, заместителем директора по научной работе, а с 1938 года — директором Харьковского инженерно-экономического института.
В 1941 году защитил кандидатскую диссертацию «Основные вопросы технической подготовки производства в связи с проблемой скоростного освоения машин». Впоследствии присвоено ученое звание доцента .
С 1942 года работал начальником производства планового отдела завода № 525 Наркомата обороны СССР, заместителем директора по учебной и научной работе Московского инженерно-экономического института. В течение 1942—1944 годов был уполномоченным по производству АН СССР и заведующим отделом научно-технической пропаганды, в 1943 году — заведующим лабораторией № 2, которую возглавлял Игорь Курчатов.
В 1944—1953 годах работал директором Львовского политехнического института. В 1948 году вышла его фундаментальная монография «Скоростное освоения новых производств», которая привлекла внимание научной и инженерной общественности СССР. В 1954—1956 годах находился в докторантуре, а с 1956 года было заведующим кафедрой экономики и организации машиностроения и приборостроения, доцентом кафедры экономики промышленности, планирования и организации производства Львовского политехнического института.
В 1957—1965 годах работал заведующим кафедрой экономики промышленности и организации производства и занимал должность ректора Одесского политехнического института .
В 1961 году в Одессе защитил диссертацию «Пути ускорения создания и освоения новых орудий производства в машиностроении» и получил научную степень доктора экономических наук. Впоследствии присвоено ученое звание профессора.
С 1965 года — исполняющий обязанности, а с 1969 года — директор Института экономики АН УССР, научный консультант НАН Украины, впоследствии руководитель отдела машиностроения и одновременно профессор кафедры экономики промышленности в Киевском институте народного хозяйства . В 1970—1974 годах был председателем Совета для изучения производительных сил УССР, главным редактором журнала «Экономика Советской Украины» (1965—1974) и ответственным редактором «Энциклопедии народного хозяйства Украинской ССР» (4 тома, 1969—1972).
В 1967 году избран действительным членом (академиком) Академии Наук УССР.
Умер 9 января 1998 года в Киеве. Похоронен на Байковом кладбище .

## Научная деятельность
Является основателем научной школы «Скоростное освоение новых производств; экономика управления научно-техническим прогрессом, экономические проблемы создания, освоения и внедрения новой техники»
Подготовил более 40 кандидатов и 19 докторов наук. Автор более 280 научных работ, посвященных проблеме научно-технического прогресса.